# Chozas de Arriba
Chozas de Arriba est une des neuf localités du municipio (municipalité ou canton), de Chozas de Abajo dans la province de León, communauté autonome de Castille-et-León, dans le Nord de l'Espagne.
C'est une halte sur le Camino francés du Chemin de Saint-Jacques.

## Culture et patrimoine

### Pèlerinage de Compostelle
Sur le Camino francés du Pèlerinage de Saint-Jacques-de-Compostelle, depuis la branche du Camino Real et en direction de la Calzada del Peregrino, on vient de la localité de San Miguel del Camino dans le municipio de Valverde de la Virgen.
La prochaine halte est Chozas de Abajo, dans le municipio du même nom, vers la Calzada del Peregrino.

### Patrimoine civil et naturel

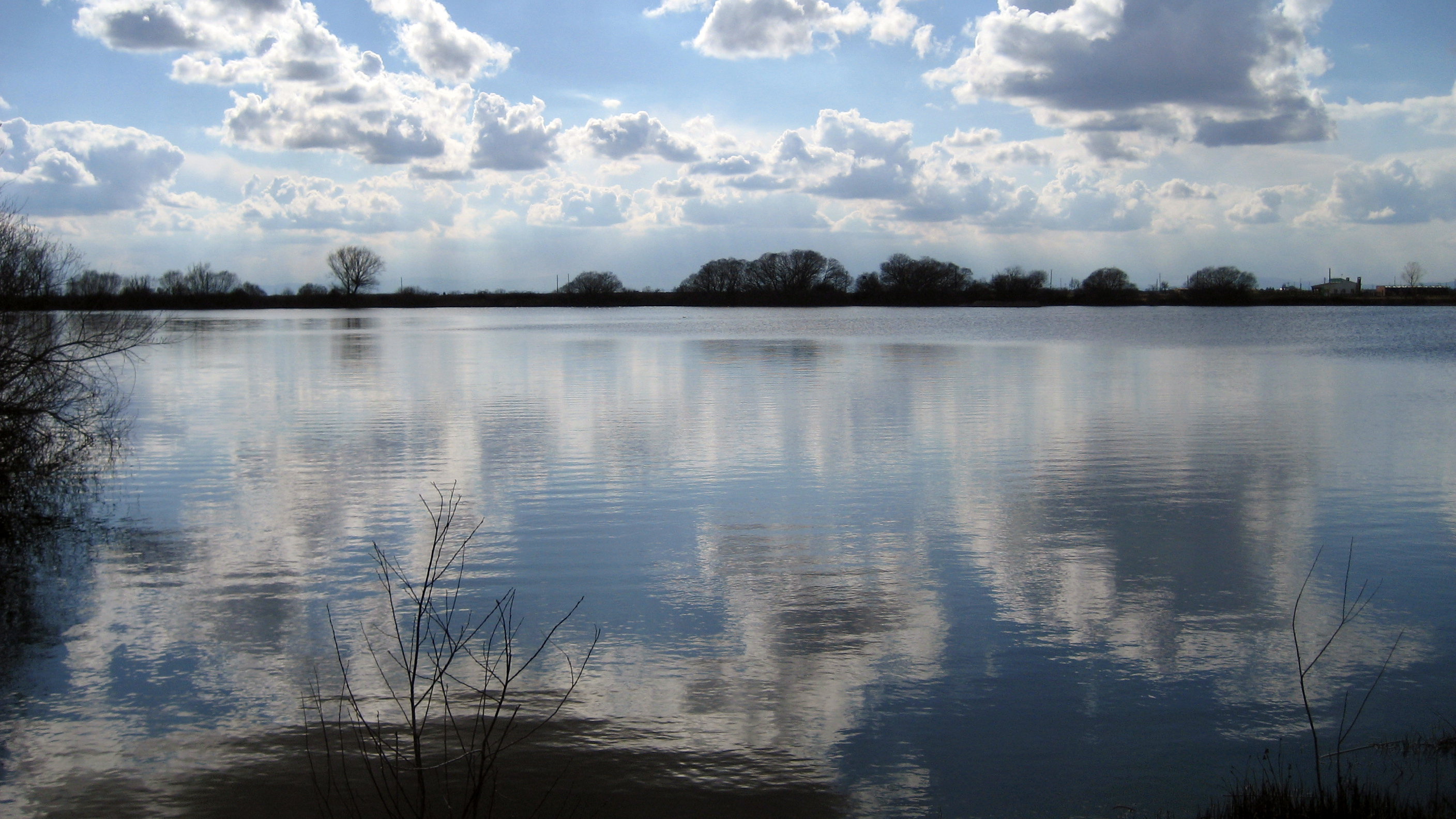
Lac de Chozas de Arriba.

## Sources et références
- (es) Cet article est partiellement ou en totalité issu de l’article de Wikipédia en espagnol intitulé « Chozas de Arriba » (voir la liste des auteurs).
- Grégoire, J.-Y. & Laborde-Balen, L. , « Le Chemin de Saint-Jacques en Espagne - De Saint-Jean-Pied-de-Port à Compostelle - Guide pratique du pèlerin », Rando Éditions, mars 2006,  (ISBN 2-84182-224-9)
- « Camino de Santiago St-Jean-Pied-de-Port - Santiago de Compostela », Michelin et Cie, Manufacture Française des Pneumatiques Michelin, Paris, 2009,  (ISBN 978-2-06-714805-5)
- « Le Chemin de Saint-Jacques Carte Routière », Junta de Castilla y León, Editorial